# Rezerwat przyrody Zwierzyniec (województwo dolnośląskie)
Rezerwat przyrody „Zwierzyniec” – rezerwat leśny położony na terenie powiatu oławskiego, w gminie Oława (województwo dolnośląskie).
Obszar chroniony utworzony został w 1958 r. w celu zachowania ze względów naukowych i dydaktycznych lasu o charakterze naturalnym z udziałem dębu oraz z domieszką innych gatunków liściastych, porastającego teren zalewiskowy rzeki Odry. Rezerwat położony jest w granicach dwóch obszarów Natura 2000: ostoi siedliskowej „Grądy w Dolinie Odry” i ostoi ptasiej „Grądy Odrzańskie”.
Rezerwat położony jest na terasie zalewowej, na przeciwległym względem zabudowy miasta Oławy brzegu Odry. Obszar chroniony o powierzchni 8,55 ha (akt powołujący podawał 7,73 ha) obejmuje dwa osobne płaty drzewostanu stanowiące część większego kompleksu leśnego – Lasu Ryczyńskiego. Dominującym w rezerwacie zbiorowiskiem roślinnym jest łęg jesionowo-wiązowy. Czynnikiem zniekształcającym skład i strukturę tego siedliska przyrodniczego jest brak okresowego zalewania wodami Odry (rezerwat oddziela od rzeki wał przeciwpowodziowy).
Lista flory naczyniowej rezerwatu liczy 190 taksonów, w tym 2 podlegające ochronie gatunkowej: śnieżyczka przebiśnieg i czosnek niedźwiedzi. Występuje tu też szereg rzadkich, choć nie chronionych roślin, m.in. dziurawiec kosmaty, złoć mała, żywokost bulwiasty. Osobliwością florystyczną rezerwatu jest obecność 2 gatunków górskich: trędownika omszonego i przetacznika górskiego.
Fauna kręgowa rezerwatu badana była systematycznie pod koniec XX w. W zgrupowaniu kręgowców stwierdzono wówczas kilka gatunków rzadszych, m.in. traszkę zwyczajną, żabę moczarową, muchołówkę białoszyją, dzięcioła zielonosiwego i dzięcioła średniego. Niemniej wartość konserwatorska rezerwatu dotyczy przede wszystkim owadów. Dzięki obecności starych drzew i martwego drewna rezerwat jest ostoją chrząszczy saproksylicznych i biegaczowatych. Chronione gatunki tych owadów stwierdzone na terenie rezerwatu to: pachnica dębowa, kwietnica okazała, kozioróg dębosz, ciołek matowy, dębosz żukowaty, biegacz skórzasty, biegacz Ulrichiego, tęcznik mniejszy i tęcznik liszkarz. Ponadto na terenie rezerwatu występuje kilka gatunków chrząszczy reliktowych dla lasów pierwotnych: Oxylaemus cylindricus, Tenebrio opacus, Pycnomerus terebrans, Lacon quercus.
Rezerwat leży na gruntach Skarbu Państwa w zarządzie Nadleśnictwa Oława. Nadzór sprawuje Regionalny Konserwator Przyrody we Wrocławiu.
Teren chroniony nie został bezpośrednio udostępniony do zwiedzania, jednak wzdłuż granic rezerwatu biegnie czerwony szlak turystyczny z Oławy do Jelcza-Laskowic, oraz leśno-archeologiczna ścieżka dydaktyczna Zwierzyniec – Kanigóra – Grodziska Ryczyńskie.